# أليوت لورانس (ملحن)
أليوت لورانس (بالإنجليزية: Elliot Lawrence)‏ هو عازف جاز وملحن وعازف بيانو أمريكي، ولد في 14 فبراير 1925 في فيلادلفيا في الولايات المتحدة.

## وصلات خارجية
- أليوت لورانس على موقع IMDb (الإنجليزية)
- أليوت لورانس على موقع ميوزك برينز (الإنجليزية)
- أليوت لورانس على موقع قاعدة بيانات برودواي على الإنترنت (الإنجليزية)
- أليوت لورانس على موقع أول ميوزيك (الإنجليزية)
- أليوت لورانس على موقع ديسكوغز (الإنجليزية)
- أليوت لورانس على موقع قاعدة بيانات الفيلم (الإنجليزية)